# Rejon stryjski (1940–2020)
Rejon stryjski (ukr. Стрийський район)  –  dawna jednostka administracyjna Ukrainy, a wcześniej także Ukraińskiej Socjalistycznej Republiki Radzieckiej w Związku Socjalistycznych Republik Radzieckich, funkcjonująca w latach 1940–1941 i 1944–2020. Należał do obwodu drohobyckiego do 1959 roku, a po jego zniesieniu do obwodu lwowskiego. Siedzibą rejonu był Stryj.
Według spisu powszechnego z roku 2001 w rejonie żyło 68 500 ludzi, w tym 500 Rosjan (0,7%).

## Historia
Rejon stryjski został utworzony 17 stycznia 1940 na podstawie dekretu Prezydium Rady Najwyższej USRR o podziale na rejony zachodnich obwodów USRR, kiedy to w obwodzie drohobyckim utworzono 30 rejonów, między innymi stryjski. Rejon objął obszary zniesionych gmin Bratkowce (bez gromad Łukawica Wyżna, Siemiginów, Żulin i Żyżawa), Daszawa, Grabowiec Stryjski, Morszyn, Uhersko i Sokołów, należące przed wojną do powiatu stryjskiego w województwie stanisławowskim. Stryj stanowił miasto na prawach rejonu, i nie wchodził w skład rejonu stryjskiego. 
Rejon stryjski przestał istnieć wraz z wybuchem wojny niemiecko-radzieckiej 22 czerwca 1941. Jego tereny weszły w skład Landkreis Stryj dystryktu galicyjskiego Generalnego Gubernatorstwa.
Rejon został odtworzony 31 lipca 1944, po zajęciu tych terenów przez Armię Czerwoną.
21 maja 1959, w wyniku zniesienia obwodu drohobyckiego, rejon skolski włączono do obwodu lwowskiego.
23 września 1959 do rejonu stryjskiego włączono część zniesionego rejonu medenickiego.
Rejon stryjski został zlikwidowany 17 lipca 2020 w związku z reformą podziału administracyjnego Ukrainy na rejony, wchodząc w skład nowego rejonu stryjskiego.

## Spis miejscowości
- Bania (Баня-Лисовецька)
- Bereźnica (Бережниця)
- Bratkowce (Братківці)
- Brygidyn (Ланівка)
- Chodowice (Ходовичі)
- Chromohorb (Хромогорб)
- Daszawa (Дашава)
- Dąbrowa (Діброва)
- Dobrowlany (Добрівляни)
- Dobrzany (Добряни)
- Dołhołuka (Довголука)
- Dołhe (Довге)
- Duliby (Дуліби)
- Dzieduszyce Małe (Малі Дідушичі)
- Dzieduszyce Wielkie (Великі Дідушичі)
- Falisz (Фалиш)
- Feliksówka (Щасливе)
- Grabowiec (Грабовець)
- Hajduczyna (Гайдучина)
- Hołobutów (Голобутів)
- Hurnie (Гірне)
- Jaroszyce (Ярушичі)
- Juseptycze (Йосиповичі)
- Kawczykąt (Кути)
- Kawsko (Кавське)
- Kłodnica (Колодниця)
- Komarów (Комарів)
- Koniuchów (Конюхів)
- Lisiatycze (Лисятичі)
- Lisowice (Лисовичі)
- Lubieńce (Любинці)
- Łany Sokołowskie (Лани-Соколівські)
- Łęgi Chodowickie (Луг)
- Łęgi Lisiatyckie (Луг)
- Łotatniki (Лотатники)
- Łukawica Niżna (Нижня Лукавиця)
- Łukawica Wyżna (Верхня Лукавиця)
- Manasterzec (Монастирець)
- Miertuki (Миртюки)
- Morszyn (Моршин)
- Nieżuchów (Нежухів)
- Niniów Dolny (Долішнє)
- Niniów Górny (Горішнє)
- Oleksice (Олексичі)
- Pietniczany (П'ятничани)
- Piła (Пила)
- Podhorce (Підгірці)
- Podorożnie (Подорожнє)
- Pukienicze (Пукеничі)
- Rajłów (Райлів)
- Rozhurcze (Розгірче)
- Siechów (Сихів)
- Siemiginów (Семигинів)
- Słobódka (Слобідка)
- Smolanyj (Смоляний)
- Stańków (Станків)
- Stryhańce (Стриганці)
- Stryj (Стрий)
- Strzałków (Стрілків)
- Stynawa Niżna (Нижня Стинава)
- Stynawa Wyżna (Верхня Стинава)
- Tatarsko (Піщани)
- Uhełna (Угільня)
- Uhersko (Угерсько)
- Wierczany (Верчани)
- Wola Dołhołucka (Воля-Довголуцька)
- Wola Zaderewacka (Воля-Задеревацька)
- Wownia (Вівня)
- Zaderewacz (Задеревач)
- Zahirne (Загірне)
- Zapłatyn (Заплатин)
- Zariczne (Зарічне)
- Zawadów (Завадів)
- Żulin (Жулин)

## Nieistniejące miejscowości
- Sokołów